# Benito Juárez, Veracruz
Benito Juárez este un municipiu din statul Veracruz din Mexico.